# Baâlons
Baâlons é uma comuna francesa na região administrativa de Grande Leste, no departamento Ardenas. Estende-se por uma área de 14,55 km². Em 2010 a comuna tinha 215 habitantes (densidade: 14,8 hab./km²).